# Дин Мухаммад-бий
Дин Мухаммад-бий (ум. 1600) — бий Больших Ногаев (1598—1600), второй сын Тинехмата (1563—1578).
В 1590-1598 годах во время правления своего старшего брата Ураз Мухаммад-бия Дин Мухаммад занимал должность нурадина (первого преемника и сопровителя бия) и командира правого крыла.
Около 1598 года после смерти Ураз Мухаммад-бия Дин Мухаммад стал новым князем (бием) Больших Ногаев. Заняв княжеский трон, он назначил нурадином своего младшего брата Байтерека.
При помощи русских отрядов Дин Мухаммад-бий успешно отразил нападение потомков Шейх-Мамая, мурз Алтыульской орды.
В 1600 году после смерти Дин Мухаммада новым бием Больших Ногаев был провозглашен его младший брат Иштеряк (1600—1619).